# Nimravidae
De Nimravidae zijn een familie van uitgestorven katachtige roofdieren. De nimraviden leefden van het Laat-Eoceen tot het Laat-Mioceen (36 tot 9 miljoen jaar geleden). Hun bloeitijd maakten deze dieren door in het Oligoceen, waarna ze grotendeels vervangen werden door de echte katten.

## Classificatie
Er is in het verleden veel verwarring geweest over de classificatie van de nimraviden. Sommige oude bronnen benoemen de groep als een onderfamilie van de Felidae en zien de nimraviden als de voorouders van de latere katten - Hoplophoneus zou evolueren tot Smilodon en Dinictis zou de voorouder van Pseudaelurus zijn. De Nimravidae zijn echter een groep roofdieren die zich onafhankelijk van de Felidae heeft ontwikkeld. De laatste gemeenschappelijke voorouder tussen beide groepen zijn de miaciden.
De familie Nimravidae wordt onderverdeeld in twee onderfamilies: de Nimravinae en de Hoplophoninae. Tot de eerste onderfamilie behoren de twee oudste soorten, Aelurogale en Eofelis, en de naamgever van de hele familie, Nimravus. De onderfamilie Hoplophoninae omvat slechts de twee geslachten Eusmilus en Hoplophoneus.

## Uiterlijk
Over het algemeen hadden nimraviden een korte kop, een lang en slank lichaam, een lange staart en korte, stevige poten. Alle waren in het bezit van verlengde bovenste hoektanden, maar slechts bij enkele geslachten ontwikkelden zich dolkvormige sabeltanden. Hoewel de nimraviden en de echte katten uiterlijk sterk op elkaar leken, waren er toch enkele belangrijke verschillen tussen beide groepen. Ten eerste waren de nimraviden zoolgangers (plantigrade), in tegenstelling tot de katten die teengangers (digitgrade) zijn. Dit betekende dat de nimraviden veel minder aangepast waren om hard te kunnen lopen en daardoor vermoedelijk vanuit een hinderlaag moesten jagen. Daarnaast is de structuur van het otis media en interna verschillend. Ten slotte waren veel nimraviden in het bezit van apofyses of schedevormige tandbeschermers, iets wat vrijwel ontbreekt bij de echte katten (enkele sabeltandkatten uitgezonderd). De tandschede is een benig, naar beneden gericht uitgroeisel van de onderkaak, die net zo lang is als de bovenste hoektand. In deze schede paste de hoektand, waardoor deze niet beschadigde bij een gesloten bek. Alleen bij Nimravus en Dinaelurus ontbrak de tandschede.

## Ontwikkeling
In het Midden-Eoceen evolueerden uit de miaciden de eerste katachtige roofdieren. Er ontwikkelden zich twee families: de Nimravidae en de Felidae. De leden van de eerste familie worden ook wel 'paleofeliden' of 'onechte sabeltandkatten' genoemd, terwijl de tweede familie de echte katten (waaronder ook de sabeltandkatten) omvat.
De nimraviden ontwikkelden zich in een periode dat het globale klimaat droger en koeler werd. De regenwouden van het Vroeg-Eoceen maakten plaats voor boomsavannes, die ook in het Oligoceen bleven overheersen. De nimraviden waren succesvol onder deze omstandigheden en hadden in het Oligoceen hun bloeitijd. Noord-Amerika en Azië waren destijds via de Bering-landbrug verbonden en hadden overeenkomstige fauna. Europa was in het Oligoceen meer een archipel dan een continent, maar was via landbruggen wel verbonden met Azië. De Nimravidae ontwikkelden zich in Azië met Maofelis als een van de eerste vormen. In het Laat-Eoceen bereikten de nimraviden Noord-Amerika en in Vroeg-Oligoceen Europa. De oudst bekende Amerikaanse nimravide is Pangurban die bijna zo groot was als een poema, bekend van een fossiele vondst van ongeveer 38 miljoen jaar oud in Californië.
De Great Plains van Noord-Amerika en de Badlands van South Dakota in het bijzonder, waren tijdens het Vroeg-Oligoceen, ongeveer 36 tot 33 miljoen jaar geleden, een gebied met een rijke diversiteit wat betreft nimraviden. De bekendste geslachten zijn Nimravus, Dinictis, Hoplophoneus en Eusmilus met elk meerdere soorten. Ze deelden hun leefgebied met vele verschillende dieren en het merendeel vormde een potentiële prooi voor de nimraviden. Vier geslachten van nimraviden in hetzelfde gebied zal geregeld geleid hebben tot harde confrontaties. Dit blijkt ook uit fossielen. Een gevonden schedel van Nimravus heeft aan de voorkant een gat dat precies overeenkomt met de vorm van een sabeltand van Eusmilus. Dit betekent dat een Eusmilus in een gevecht de schedel moet hebben doorkliefd. Volgens de dateringen vond deze confrontatie 36 miljoen jaar geleden plaats. Nimravus heeft het gevecht overigens wel overleefd, want de wond blijkt enigszins geheeld te zijn. Naast elkaar hadden de nimraviden ook nog met andere concurrenten te maken. De belangrijke concurrenten waren de eerste honden zoals Pseudocynodictis, een kortpotig dier ter grootte van een hedendaagse wolf. Daarnaast hadden ze waarschijnlijk veel te stellen met dieren als de creodont Hyaenodon en het reuzenvarken Archaeotherium, beide steviggebouwde en grote aaseters, die vermoedelijk regelmatig probeerden prooi afhandig te maken van de nimraviden.
Nimravus en Hoplophoneus zijn ook uit oostelijk Azië bekend, terwijl Eusmilus zijn oorsprong in Europa had. De grootste nimraviden leefden tijdens het Laat-Oligoceen in Europa. Dinailurictis en Quercylurus hadden het formaat van een leeuw en fossielen van deze roofdieren zijn gevonden in Spanje en Frankrijk.
In het Mioceen maakten de bossen en boomsavannes plaats voor graslanden. Dit leidde tot de ontwikkeling van nieuwe type hoefdieren en samen met de boomsavannes verdwenen ook de nimraviden. Ze werden vervangen door de katachtigen. In enkele relictbosgebieden in Europa overleefde de groep nog tot in het Laat-Mioceen. Pogonodon is bekend is deze periode. Toen de omstandigheden ook hier veranderden, stierven de laatste nimraviden ongeveer 9 miljoen jaar geleden uit.